# 米尼亞爾
55°04′N 57°33′E / 55.067°N 57.550°E
米尼亞爾（俄语：Минья́р）是俄羅斯車里雅賓斯克州西部的一個城市，位於錫姆河畔，距車里雅賓斯克以西370公里。2002年人口11,032人。
米尼亞爾於1771年建立。1943年5月14日設市。